# Инсель, Айше Шекибе
Айше Шекибе Инсель (тур. Ayşe Şekibe İnsel; 1886, Стамбул — 29 марта 1970) — турецкая фермерша и политик, одна из первых женщин-членов Великого национального собрания Турции, избранная на всеобщих выборах 1935 года.

## Биография
Айше Шекибе родилась в семье Шекип-бея и его супруги Фатмы Ханым в Стамбуле, тогда ещё столице Османской империи, в 1886 году. Свою юность она провела в этом же городе. Айше посещала Стамбульскую профессиональную школу для девочек и Немецкую школу Стамбула.
В 1905 году она вышла замуж за Мехмета Кемалеттин-бея и родила от него сына. Айше Шекибе хорошо знала немецкий язык, который она изучала в школе и во время своего пребывания в течение некоторого времени в Германии из-за обучения там её сына. Потом она поселилась в деревне Исаурен, в районе Инегёль провинции Бурса, где занялась сельским хозяйством.
Айше Шекибе Инсель умерла 29 марта 1970 года.

## Участие в политике
После принятия в Турции закона о избирательном праве женщин в 1934 году турецким женщинам было предоставлено право голосовать и быть избранными в парламент. Айше Шекибе Инсель занялась политикой и была выдвинута Республиканской народной партией (РНП) на всеобщих выборах 1935 года, состоявшихся 8 февраля. Она получила место в Великом национальном собрании Турции. Таким образом, она вошла в число 18 женщин-политиков, которые впервые в истории Турции стали членами парламента. Она работала в 5-м турецком парламенте в качестве депутата от избирательного округа Бурсы. Инсель была членом Парламентского комитета по сельскому хозяйству и сосредоточилась на политике сельского хозяйства и фермерства, поскольку у неё у самой был более чем двадцатилетний опыт работы в сельском хозяйстве. В докладе, который она представила в 1935 году, она подчёркивала историческое значение Изника (исторической Никеи) для туризма. Она работала в парламенте до 3 апреля 1939 года.